# Bernard van Orley
Bernard van Orley, Barend van Orley, Bernaert van Orley, Barend van Brussel ou encore Bernardus d'Orleii est un peintre de la Renaissance né à Bruxelles vers 1488 et mort à Bruxelles le 6 janvier 1541.
Peintre de sujets religieux et de portraits, auteur de cartons de tapisseries et de vitraux, il fait partie des peintres qui dans le nord de l'Europe de l'ouest marqueront le passage du gothique à la renaissance.
On trouve sa vie dans Les Effigies des peintres célèbres des Pays-Bas de Dominique Lampson.

## Biographie

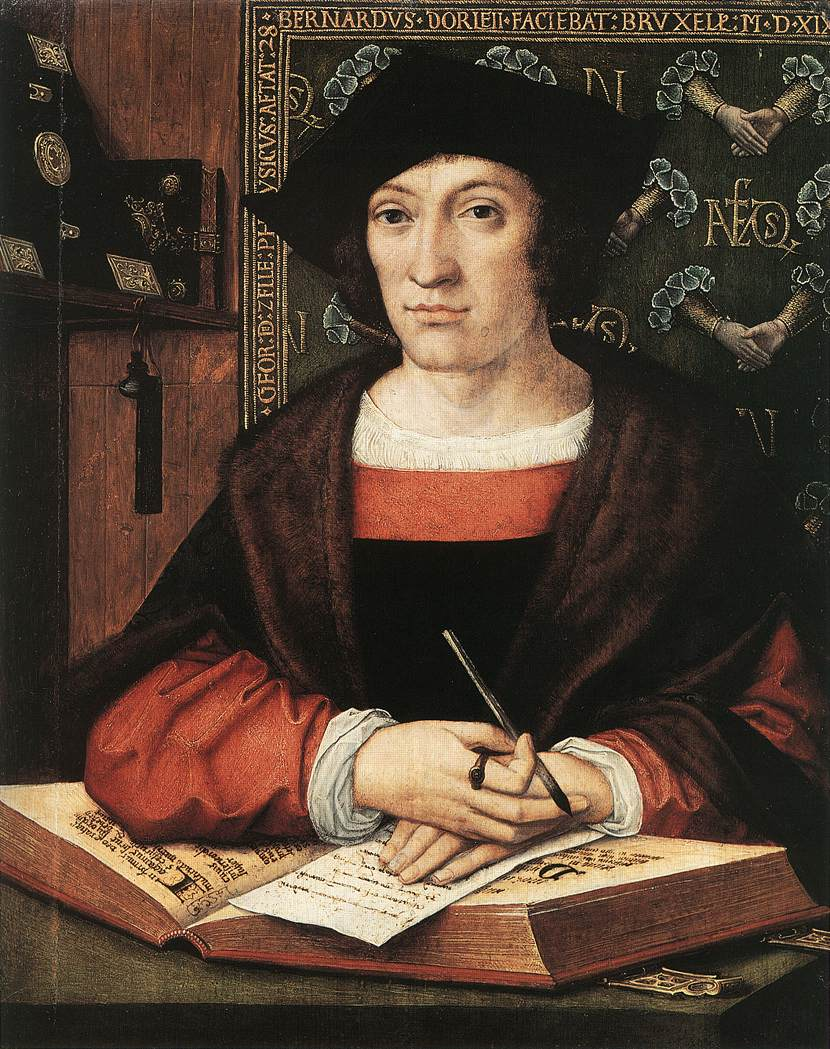
Joris van Zelle (Georgius de Zelle)
1519, Bruxelles

Sa famille, installée à Bruxelles, est originaire du Luxembourg et descend des Seigneurs d'Ourle (ou d'Orley). Ils ont émigré dans le Duché du Brabant où est né son père Valentin van Orley (v. 1466-1532), fils naturel de Jean van Orley qui, à Bruxelles, avait été admis en 1482 au Lignage Sleeus. Valentin, enfant illégitime, n'a pas pu être admis aux Lignages de Bruxelles. Il a eu quatre fils artistes : Bernard van Orley, Philipp (c.1491-1566) (dessinateur de cartons de tapisserie) ; Everard (né après 1491), peintre, et Gomar, peintre (actif vers 1533). 
Bernard van Orley a probablement été formé par son père. 

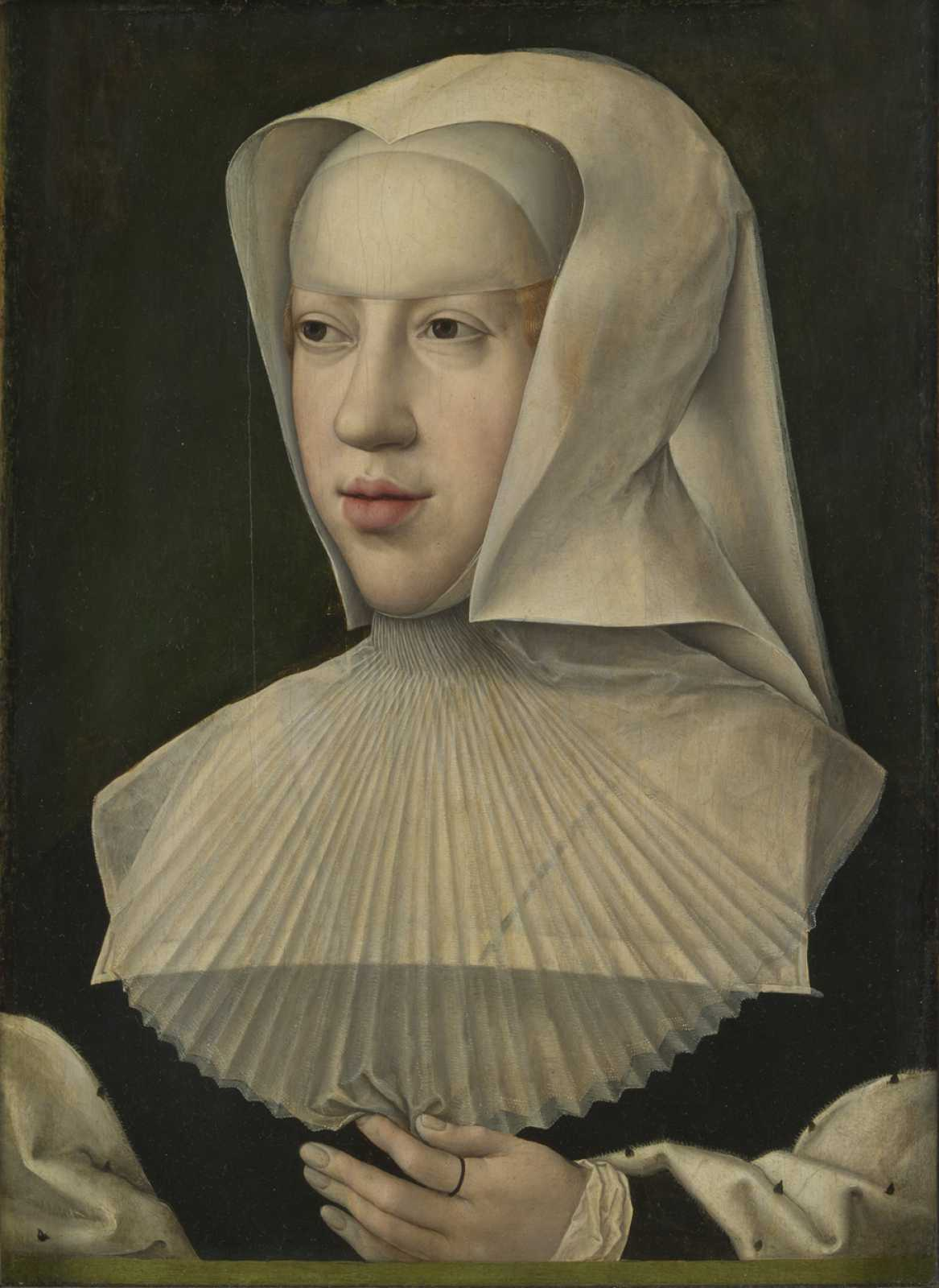
Marguerite d'Autriche
1520, Anvers

En 1512, il épouse Agnes Seghers, et en 1518, il devient peintre à la cour de la gouvernante des Pays-Bas, Marguerite d'Autriche, à Bruxelles.
Entre 1515 et 1519, les cartons de Raphaël ont été expédiés à Bruxelles et nombre des œuvres de Bernard van Orley, témoignent de l'influence du maître italien.
Lorsqu'il réalisa en 1519, le portrait du médecin Joris van Zelle (Georgius de Zelle, sur l'inscription latine), il habitait comme lui, place Saint-Géry, au coin de la rue de du Dam (actuelle rue Van Praet). Ils appartenaient tous les deux à la chambre de rhétorique De Corenbloem.
En 1520, Philippe Haneton, premier secrétaire du Grand Conseil de Charles Quint, lui commande un Triptyque pour être placé au-dessus de la tombe familiale dans l'église Sainte-Gudule à Bruxelles. Van Orley, qui fut aussi un célèbre décorateur, reprend la même composition, élargie par la présence d'un paysage et du tombeau, dans une tapisserie conservée à National Gallery of Art à Washington.
C'est à cette époque qu'il rencontra Dürer qui voyageait aux Pays-Bas.
En 1521, il réalise le Triptyque de la vertu de la patience, probablement commandé par Marguerite d'Autriche. Dans cette œuvre maîtresse pour lui, il allie la tradition flamande, les nouveautés de l'art italien et sa propre faculté d'invention. Il le souligne par sa devise Elx syne tyt (chacun de son temps) inscrite sur le pilier à gauche, sur le panneau central.
En 1539, peu après la mort d'Agnes Seghers, il épouse Catherina Helluick.
À la fin de sa vie, il travaille intensément à des dessins pour des tapis et des vitraux, notamment les magnifiques vitraux de la Cathédrale Saints-Michel-et-Gudule. Il fut enterré à l'église Saint-Géry.
Il a été le père de neuf enfants, dont quatre fils qui ont suivi ses traces pour devenir peintres: Michael van Orley, Jean van Orley, Jérôme I van Orley, peintre (actif vers 1567-1602) et Giles van Orley, peintre (v. 1535-1553).
Jérôme et Giles ont poursuivi la tradition familiale :
- Giles van Orley est le père de Jérôme II van Orley, peintre et décorateur
- Jérôme II van Orley est quant à lui père de Jérôme III van Orley, peintre portraitiste, décorateur et graveur (documenté en 1652) ; Pieter van Orley (1638, mort après 1708), miniaturiste et peintre de paysage ; François van Orley, peintre de tableaux représentant des scènes d'Histoire ; Richard I van Orley
- Pieter van Orley (1638-1708) est le père de : Richard II van Orley (1663-1732), peintre et graveur ; Jean van Orley (1665-1735), peintre et graveur.

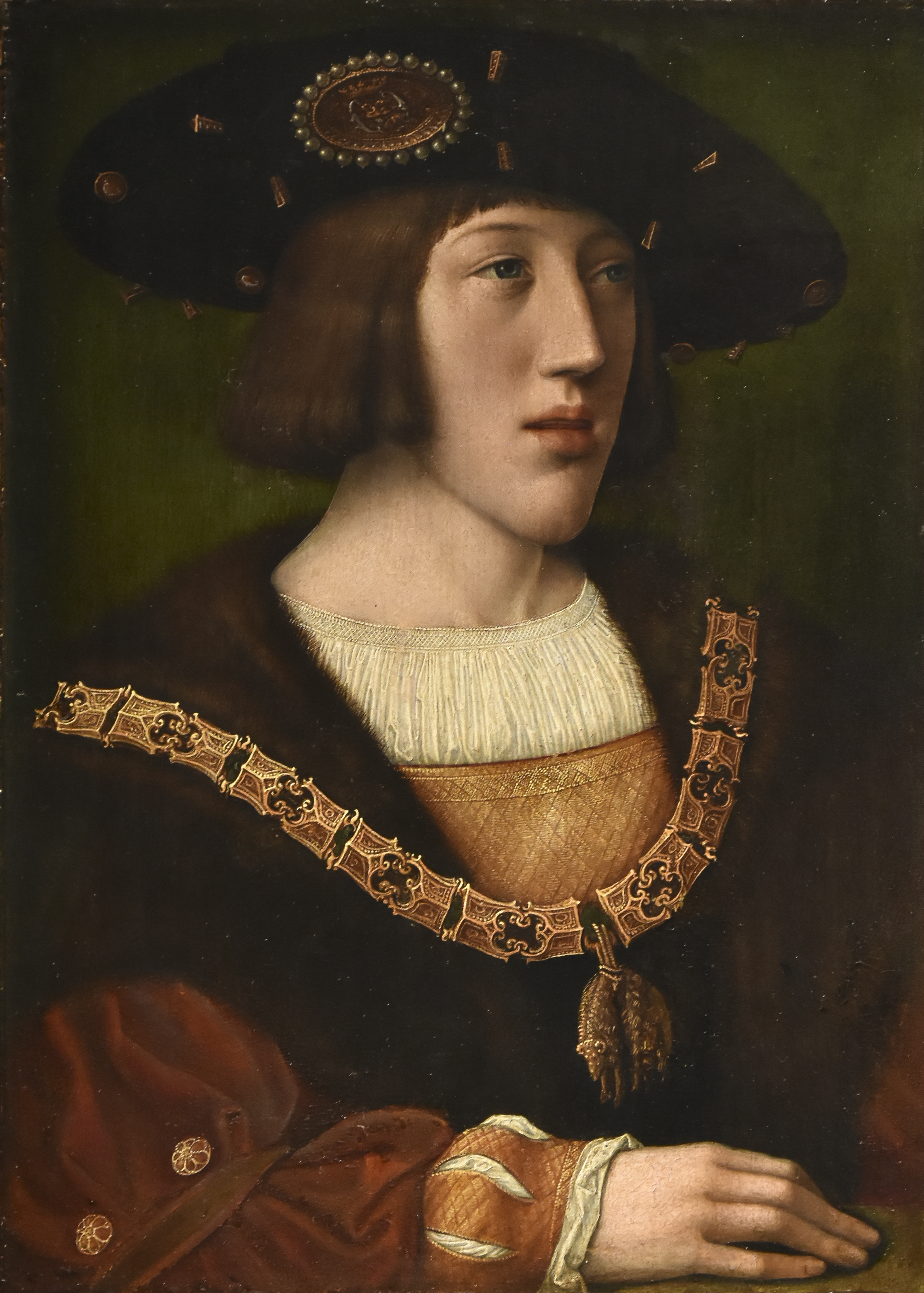
Portrait de Charles Quint, par Bernard van Orley

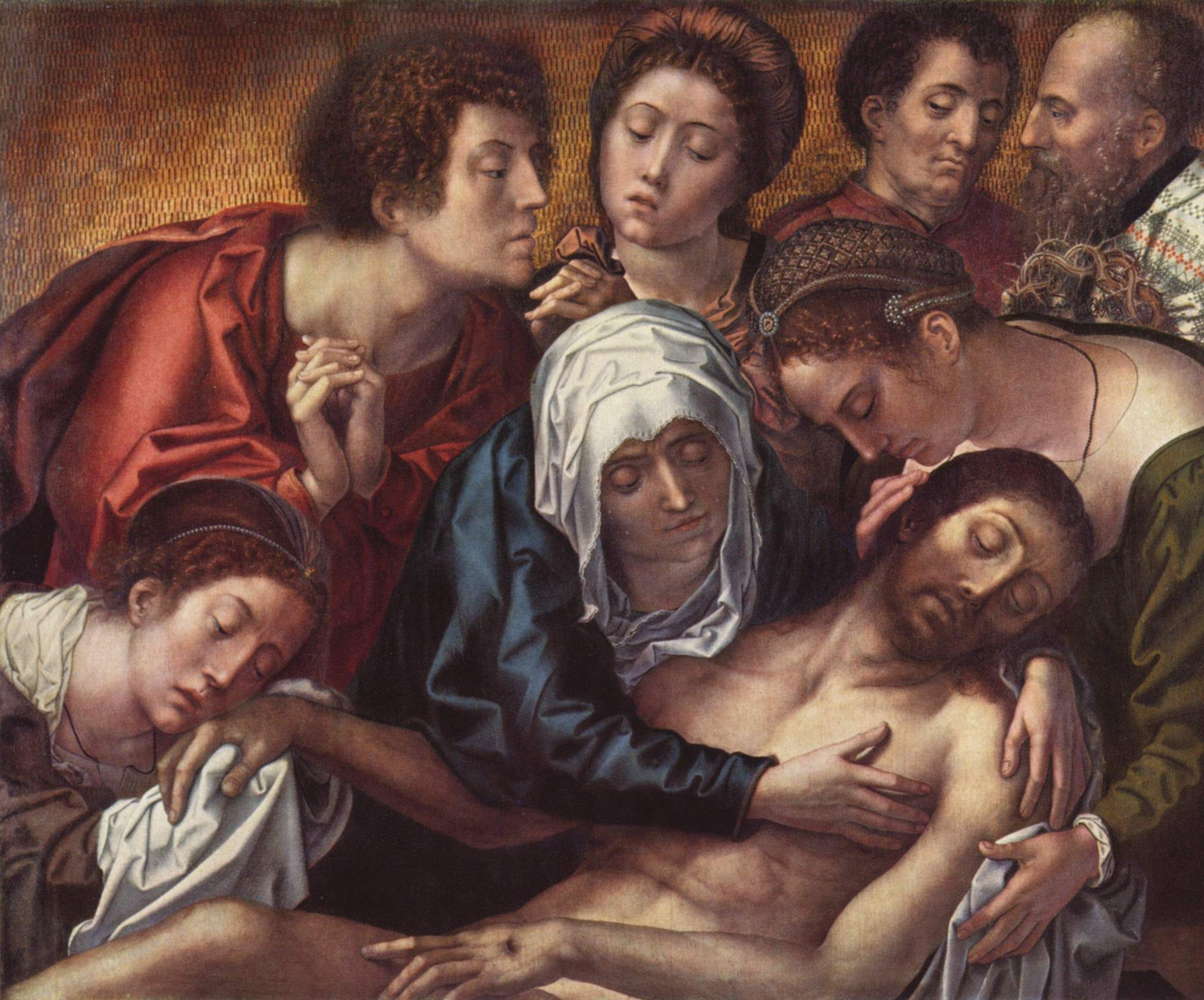
Piéta (triptyque d'Haneton), par Bernard van Orley

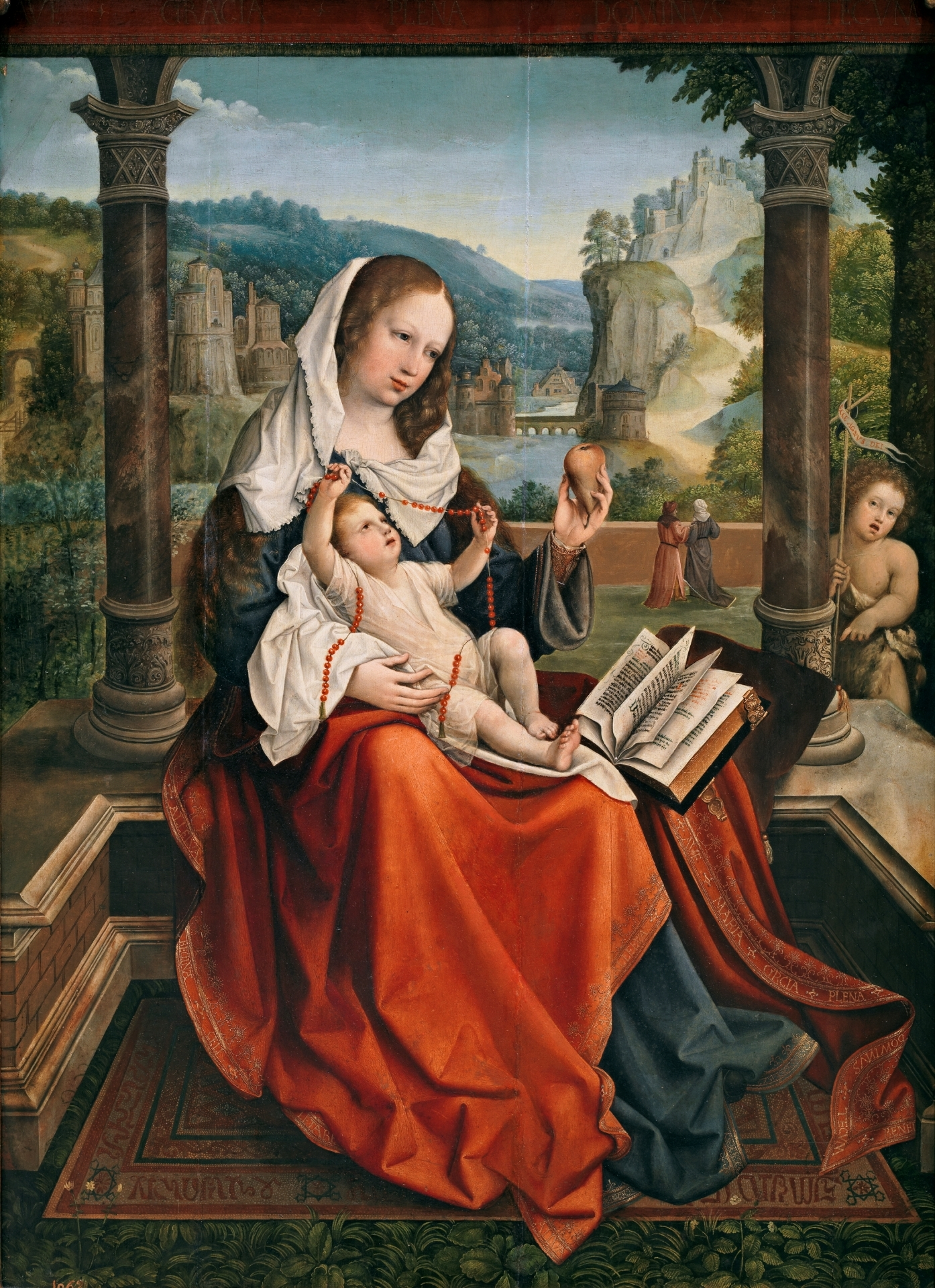
Vierge à l'enfant et Saint Jean Baptiste, Prado

## Corpus (en cours)
- Retable de saint Thomas et saint Matthieu (1512-1515) panneau de chêne, signé, 140 × 180 cm, Kunsthistorisches Museum de Vienne. Offert par la guilde des maçons et des charpentiers à Notre-Dame du Sablon à Bruxelles[5]
- Portrait de Joris van Zelle, médecin (1519) chêne, 39 × 42 cm, Musées royaux des beaux-arts de Belgique, Bruxelles
- Marguerite d'Autriche en costume de veuve (1519-1520) couleur sur bois, 34 × 23 cm, Musée royal des Beaux-Arts d'Anvers
- Le Jugement dernier et les sept œuvres de miséricorde, triptyque peint à Bruxelles vers 1520 (Musée royal des beaux-arts d'Anvers), commandé par la « Chambre des pauvres » dont la vocation était d'aider les nécessiteux. Le peintre y produit des effets expressionnistes avec un invalide dont les membres déformés donnent un aspect très tourmenté au tableau[6].
- Portrait d'homme et Portrait de femme, huile sur bois, 32 × 27 cm, musée des Offices, Florence[7]
- Triptyque de la Vertu de la Patience (1521) chêne, panneau central 176 × 184 cm, Musées royaux des beaux-arts de Belgique, Bruxelles
- Triptyque Haneton (1520-1521) chêne, panneau central 87 × 108 cm, Musées royaux des beaux-arts de Belgique, Bruxelles
- La Sainte Famille (1522), détrempe à l'huile sur bois, 90 × 74 cm, Madrid, Prado
- Triptyque de Notre-Dame des sept douleurs (vers 1535), Besançon, Musée des beaux-arts.
- Portrait de Jehan Carondelet (1543), président du Conseil ecclésiastique de Bruxelles et chancelier des Flandres.
- Le Martyr de St Jean-Baptiste (vers 1514-1515) New York, Metropolitan Museum of Art
- Otto, comte de Nassau, et sa femme Adélaïde van Vianen (1530-1535), New York, Metropolitan Museum of Art
- Vierge à l’enfant avec les anges (1518), New York, Metropolitan Museum of Art
- Série les Honneurs, tapisseries conçues avant 1520, réalisées entre 1525 et 1532
- Série des douze mois, tapisseries (1525-1528)
- Quatre scènes de la Passion, huile sur bois, New York, Metropolitan Museum of Art
- L’Histoire des Romains et des Sabines, tapisserie, 1570-1585
- Les Chasses de Maximilien, tapisserie, 1538-1543

## Galerie

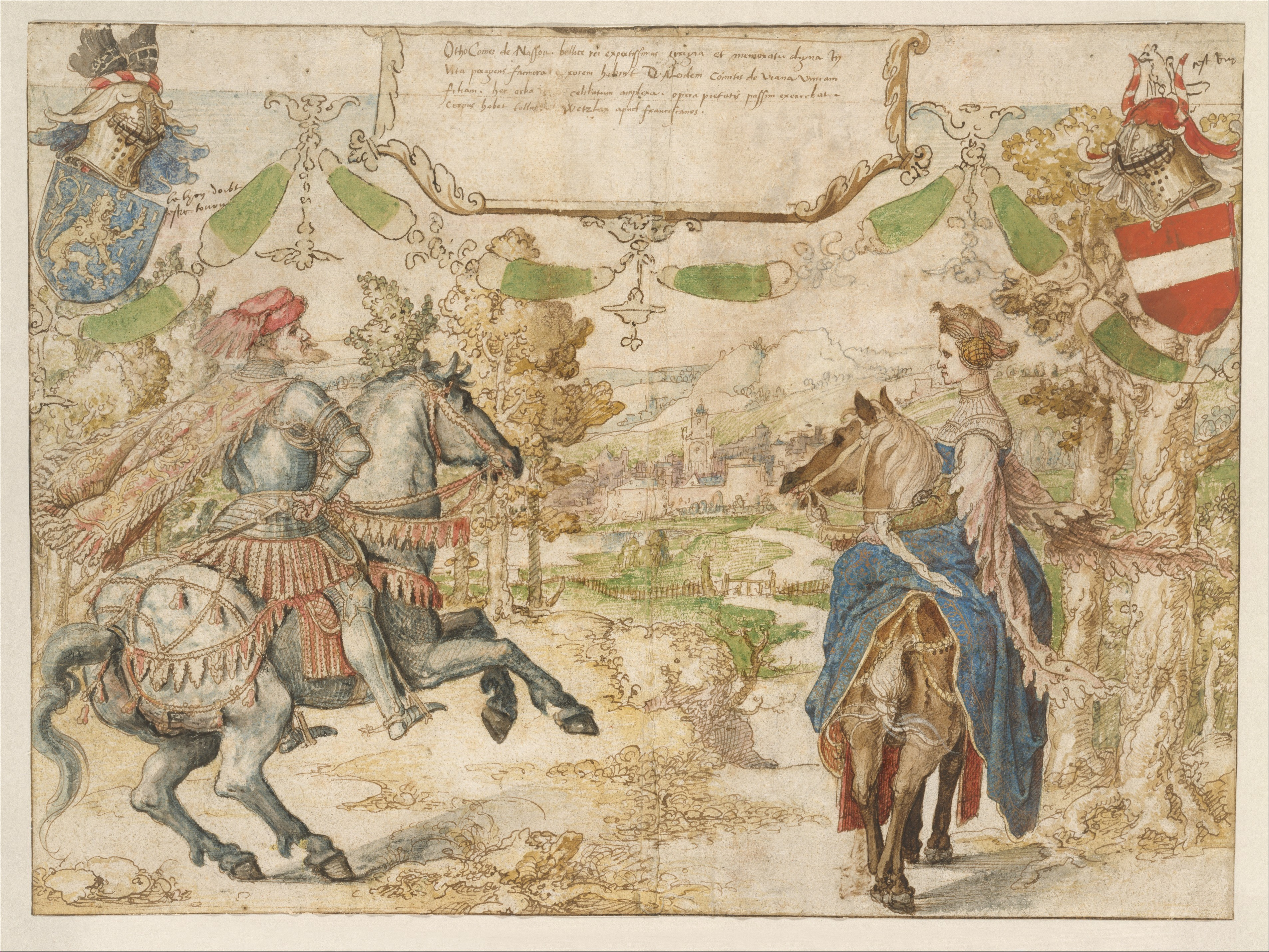
Otto, comte de Nassau, et sa femme Adélaïde van Vianen
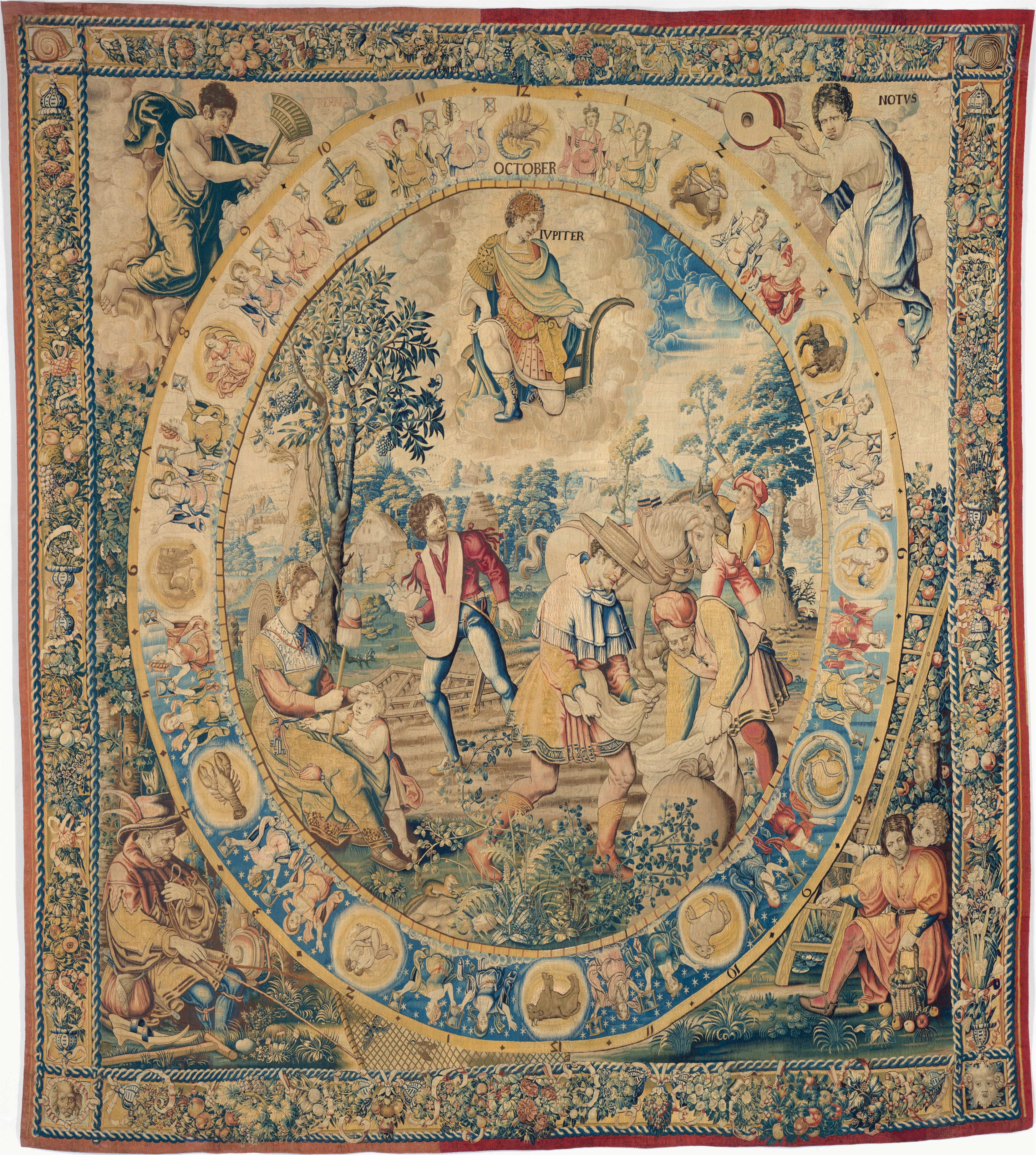
Le mois d’octobre (tapisserie, 1525-1528)
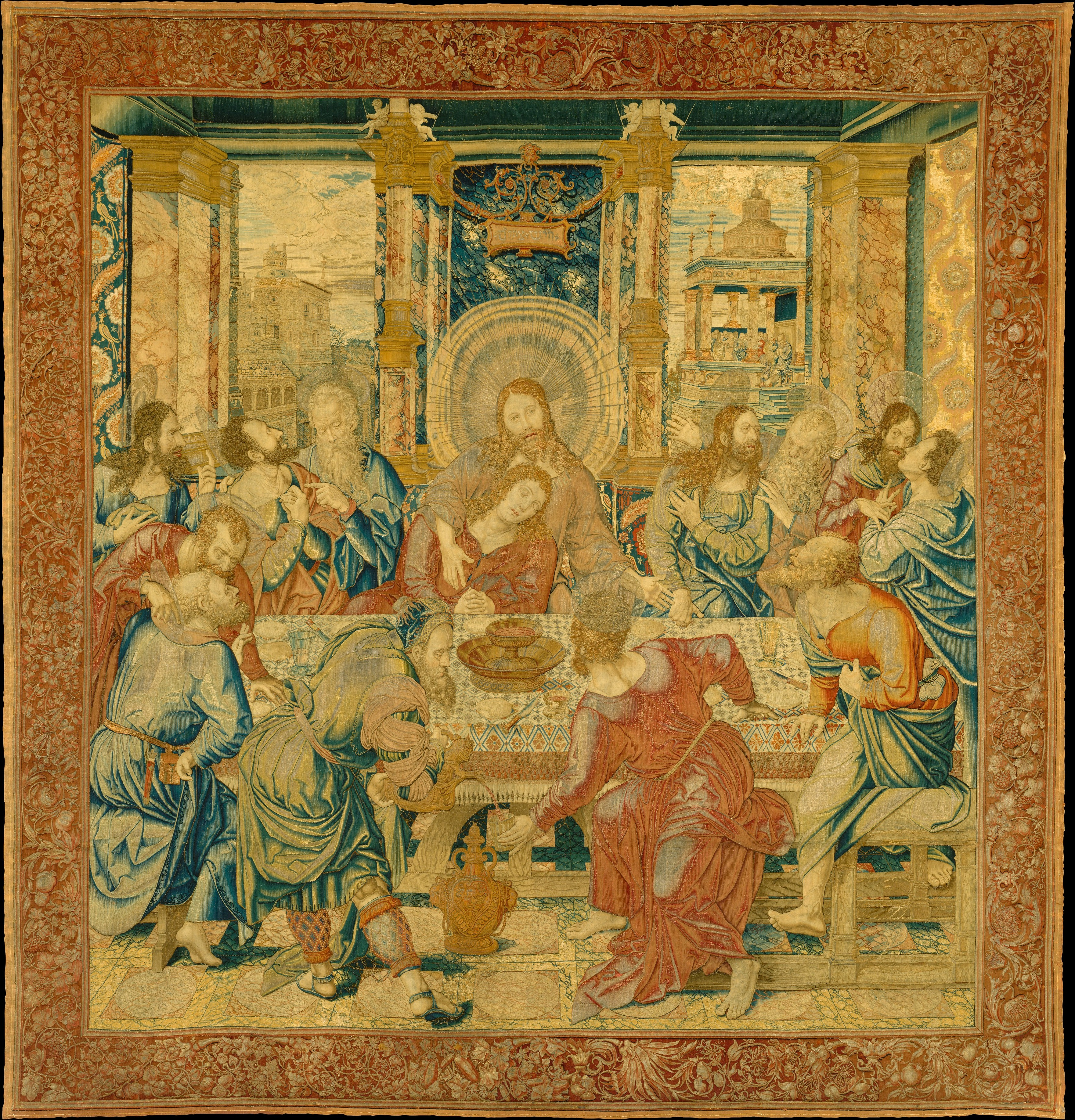
Le dernier repas (tapisserie, 1524-1526)
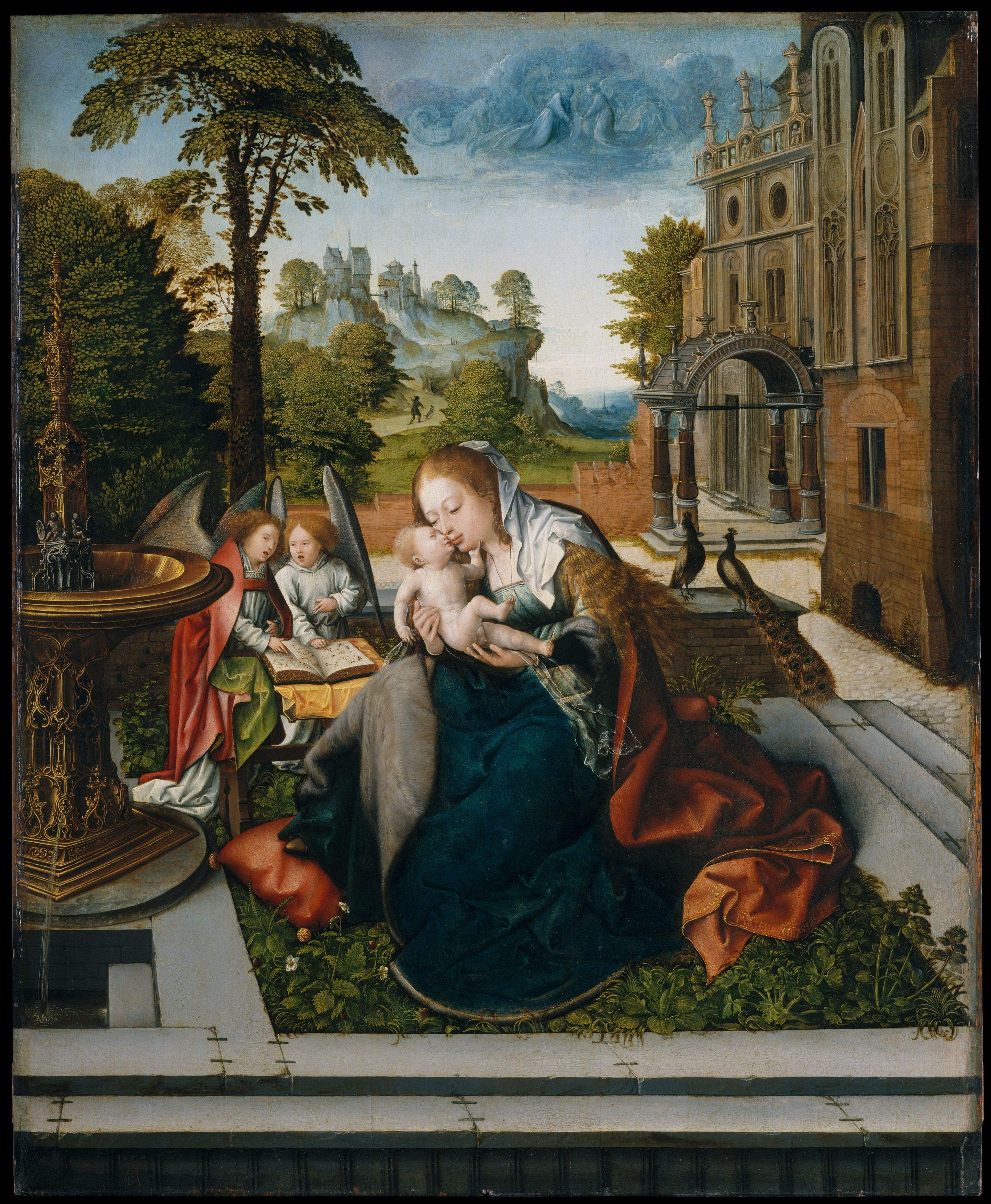
Vierge à l’enfant avec les anges (1518)
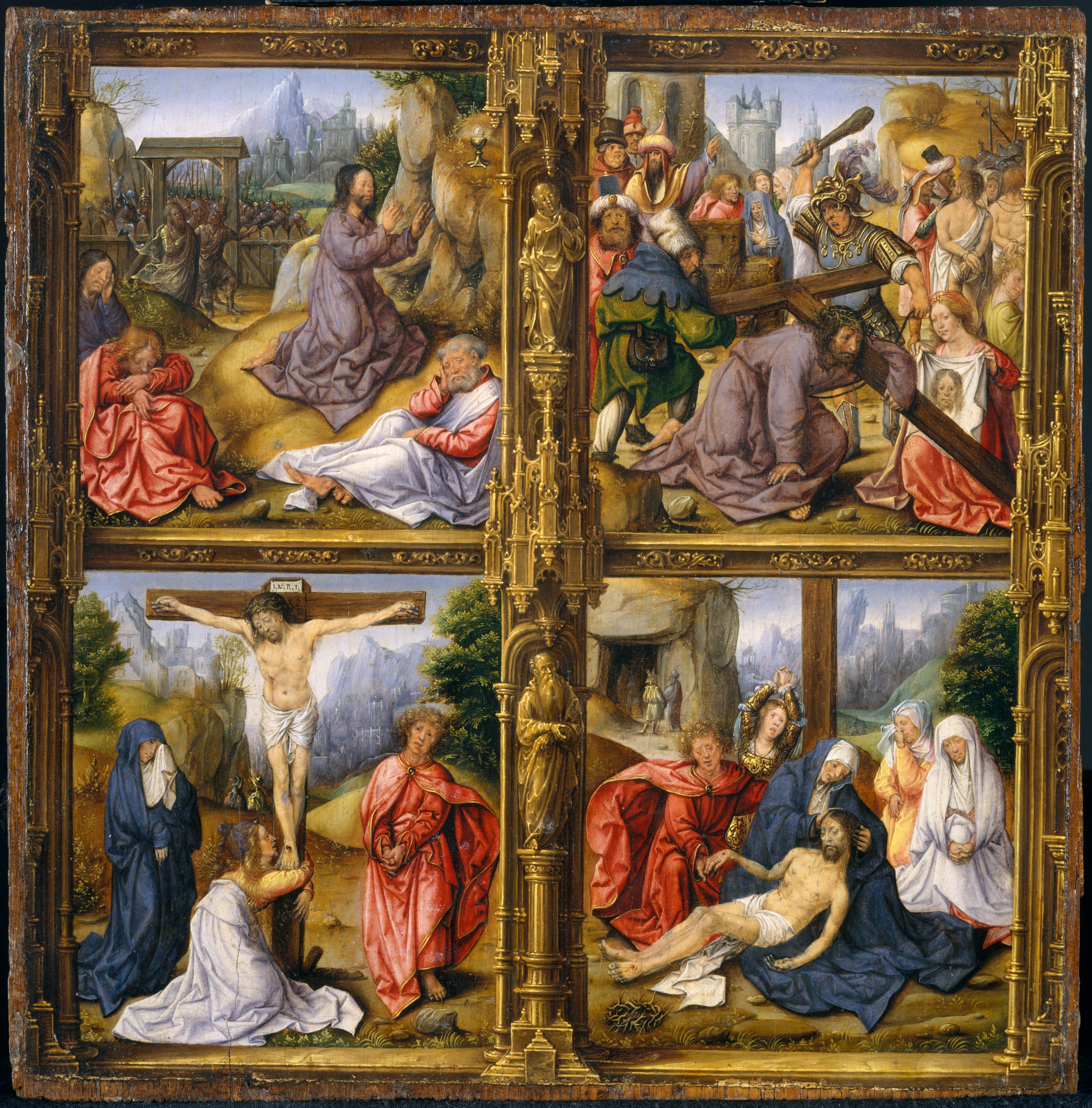
Quatre scènes de la Passion